# Дый (приток Лопана)
Дый — река в России, протекает в Юрлинском районе Пермского края. Устье реки находится в 18 км по левому берегу реки Лопан. Длина реки составляет 17 км.
Исток реки восточнее посёлка Чугайнов Хутор. Река течёт на север, всё течение проходит по ненаселённому заболоченному лесу.

## Данные водного реестра
По данным государственного водного реестра России относится к Камскому бассейновому округу, водохозяйственный участок реки — Кама от истока до водомерного поста у села Бондюг, речной подбассейн реки — бассейны притоков Камы до впадения Белой. Речной бассейн реки — Кама.
Код объекта в государственном водном реестре — 10010100112111100002706.